# Shane A. Parker
Shane A. Parker (1943 - Adelaida 21 de noviembre de 1992) fue un curador del Museo Británico, nacido en Inglaterra y emigrado a Australia en 1967. Ornitólogo.
Trabajó como curador en el South Australian Museum, (Museo Australiano del Sur) entre 1976 y 1992.
Parker describió a la lavandera de Cox, Calidris paramelanotos, como una especie nueva para la ciencia en 1982; esa ave fue posteriormente considerada un híbrido. 
Falleció de un linfoma, en su hogar de Adelaida, tras dos años de enfermedad.

## Abreviatura (zoología)
La abreviatura Parker  se emplea para indicar a Shane A. Parker como autoridad en la descripción y taxonomía en zoología.